# San Francisco 49ers 1952
La stagione 1952 dei San Francisco 49ers è stata la 3ª della franchigia nella National Football League. Il quarterback Y.A. Tittle iniziò ad emergere come titolare al posto del veterano Frankie Albert, all'ultimo anno con la franchigia.

## Partite

### Stagione regolare
| Turno | Data  | Trasferta           | Punteggio | Casa                | Record | Pubblico |
| 1     | 28/9  | Detroit Lions       | 3–17      | San Francisco 49ers | 1–0–0  | 52,750   |
| 2     | 4/10  | San Francisco 49ers | 37–14     | Dallas Texans       | 2–0–0  | 12,566   |
| 3     | 12/10 | San Francisco 49ers | 28–0      | Detroit Lions       | 3–0–0  | 42,842   |
| 4     | 19/10 | San Francisco 49ers | 40–16     | Chicago Bears       | 4–0–0  | 46,338   |
| 5     | 26/10 | Dallas Texans       | 21–48     | San Francisco 49ers | 5–0–0  | 26,887   |
| 6     | 2/11  | Chicago Bears       | 20–17     | San Francisco 49ers | 5–1–0  | 58,255   |
| 7     | 9/11  | San Francisco 49ers | 14–23     | New York Giants     | 5–2–0  | 54,230   |
| 8     | 16/11 | San Francisco 49ers | 23–17     | Washington Redskins | 6–2–0  | 30,863   |
| 9     | 23/11 | San Francisco 49ers | 9–35      | Los Angeles Rams    | 6–3–0  | 64,450   |
| 10    | 30/11 | Los Angeles Rams    | 34–21     | San Francisco 49ers | 6–4–0  | 49,420   |
| 11    | 7/12  | Pittsburgh Steelers | 24–7      | San Francisco 49ers | 6–5–0  | 13,886   |
| 12    | 14/12 | Green Bay Packers   | 14–24     | San Francisco 49ers | 7–5–0  | 17,579   |